# Hiera gyge
Hiera gyge là một loài bướm đêm thuộc phân họ Arctiinae, họ Erebidae.